# Heinz Grothe
Heinz August Wilhelm Grothe (* 24. März 1912 in Berlin; † 9. Februar 1990 ebenda) war ein deutscher Journalist, Redakteur, Dramaturg, Theater- und Filmkritiker, Erzähler, Schriftsteller und Herausgeber sowie Anekdotensammler.

## Leben
Heinz Grothe besuchte die Schule in Weißensee und wechselte dann zur Oberschule nach Reinickendorf, wo er am Reform-Gymnasium das Abitur ablegte. Grothe studierte ab 1931 Zeitungs- und Theaterwissenschaft, Germanistik und Kunstgeschichte an der Universität Berlin. Während des Studiums absolvierte er einen mehrmonatigen Arbeitsdienst, um das Studium aufrechterhalten zu können. Durch den frühen Tod seines Vaters war er gezwungen, eine Arbeit aufzunehmen, und brachte in Berlin seine Volontärszeit hinter sich. Er spezialisierte sich von Anfang an auf Feuilleton und Kultur. Er war von 1934 bis 1940 als Redakteur, Dramaturg und Korrespondent in Berlin tätig.
Grothe arbeitete auch als Lektor und baute für den Verlag Kanter in Königsberg eine Theaterabteilung auf. 1939 wurde er, der Schwiegersohn von Hans Franck, in den Bamberger Dichterkreis aufgenommen. Diesem diente er durch seine journalistischen Verbindungen als Chronist und vertrat auch dessen nationalsozialistische Ausrichtung. So betonte er als evangelischer Rezensent „zersetzenden jüdischen Einfluß“ in der Gesellschaft vor dem Ersten Weltkrieg und noch in einem Anfang 1945 gedruckten Essay mit dem Titel Dramatisches Schaffen der Gegenwart betrachtete er die „klare Entwicklung“, die das „abgelaufene Jahrzehnt deutschen Kulturlebens“ mit der „eindeutigen Ausmerzung der jüdischen Elemente“ eingeschlagen habe, als „Reinigungsprozess“. Grothe schrieb vom „Untermenschtum der kommunistisch verseuchten Banden“ im Kontext des Kapp-Putschs und stellte im Hinblick auf vor dem Nationalsozialismus geflohene deutsche Schriftsteller die rhetorische Frage: „Was machen da schon die Namen von einigen emigrierten Lümmeln kommunistischer Parteiprägung aus?“
1940 wurde er zur Wehrmacht einberufen. Hier war er als „Kriegsberichter“ bei der Propagandakompanie zunächst in Südwest-Frankreich tätig und berichtete später von der russischen Front. Er geriet schließlich in sowjetische Gefangenschaft, aus der er 1950 entlassen wurde.
In der Sowjetischen Besatzungszone wurde 1947 seine Schrift Die Feier des Lebens (1942) auf die Liste der auszusondernden Literatur gesetzt, auf die in der Deutschen Demokratischen Republik noch Ausfahrt (1937) folgte.
Nach seiner Kriegsgefangenschaft war er als Theaterkritiker und Kulturkorrespondent westdeutscher und ausländischer Zeitungen in Berlin tätig. Als Fernsehdramaturg war er von 1954 bis 1959 am Sender Freies Berlin (SFB) und 1960 für eine Sonderproduktion der UFA tätig. Grothe setzte sich während dieser Zeit auch für das literarische Werk des 1940 verstorbenen Kurt Kluge ein. Er verwaltete auch den Nachlass von Hans Franck und Herybert Menzel. Ab 1961 war er Berlin-Korrespondent auswärtiger Zeitungen, von 1963 bis 1964 Chefredakteur von Welt und Wir und seither Kritiker für Theater, Literatur, bildende Kunst, Film und Fernsehen.
Heinz Grothe war ab 1944 in zweiter Ehe verheiratet mit der Medizinerin Ingrid Grothe († 1966), geborener Franck, und hatte mit ihr drei Kinder. In dritter Eher war er 1968 bis zur Scheidung im selben Jahr mit Beate Grothe, geborener Berger, verheiratet. Er hatte ein Kind.

## Werke (Auswahl)
als Autor
- Das Fronterlebnis. Ein Analyse, gestaltet aus dem Nacherleben. Goldstein, Berlin 1932.
- Klabund. Leben und Wirken eines Poeten. Goldstein, Berlin 1933.
- Die Feier des Lebens. Ein Buch der Freundschaft für Heinrich Zerkaulen. Huyke, Leipzig 1942.
- Rote Korallen. Novellen. 1951.
- Anekdote. Metzler-Verlag, Stuttgart 1971; 2. Auflage ebenda 1984, ISBN 3-476-12101-1. Zusammenfassende Erstdarstellung des Themas.
- Kurt Kluge. Leben und Werk. Städtisches Museum, Braunschweig 1980.

als Herausgeber
- Die Erde ruft! Anthologie junger deutscher Autoren. Kulturpolitischer Verlag, Berlin 1934.
- Wir mit dem Spaten. Geschichten aus dem Arbeitsdienst. Westermann, Braunschweig 1937.
- Ausfahrt. Balladen vom deutschen Leben. Hanseatische Verlagsanstalt, Hamburg 1937.
- Herybert Menzel. Eine Dichterstunde. Hanseatische VA, Hamburg 1938.
- Das liebste Gedicht. Kanter, Königsberg 1939. Lyrik-Anthologie.
- August Hinrichs zum 60. Geburtstag, am 18. April 1939. Stimmen der Freunde. Quelle & Meyer, Leipzig 1939.
- Junge deutsche Dichtung. Eine Feierabendfolge. Hanseatische VA, Hamburg 1939.
- Junge Bildhauer unserer Zeit. Sechzig Bilder. Kanter, Königsberg 1940. Essays.
- Pegasus auf Reisen. Mit Illustrationen von Olaf Gulbransson. Kanter, Königsberg 1942. Prosa-Sammelband.
- Arno Breker. Sechzig Bilder. Kanter, Königsberg 1943.
- Hans Meid. Sechzig Bilder. Kanter, Königsberg 1944.
- Gelebtes Leben. Hans Franck zum Geburtstag. 1950.
- Das Herzgeschenk. Hans Franck zum 75. Geburtstag, 30. Juli 1954. Sponholtz, Hannover 1954.
- Die Sanduhr. Nachlaßband für Kurt Kluge. 1966.
- Das neue Narrenschiff. Schwänke und Anekdoten aus vier Jahrhunderten. Steingrüben, Stuttgart 1968. Anekdotensammlung.
- mit Ursula Drechsler. Auf gute Geschäfte! Wirtschaftsanekdoten. 1983.
- Liebe, Lust und Leidenschaft. Ankedoten. 1984.
- Gloria Victoria. Anekdoten aus Preußens großer Zeit. Bechtle, Esslingen 1981; weitere Auflage 1985, ISBN 3-7628-0405-2.

Dokumentarfilm
- Berlin – über den Tag hinaus. 1963/1964.